# Trikonasana
Trikonasana (Sanskrit त्रिकोणासन, IAST trikoṇāsana), deutsch Dreieck, gehört zu den 84 Hauptübungen des Hatha Yoga. Der Sanskritname trikoṇāsana bildet sich aus den Wörtern trikoṇa „Dreieck“ und āsana „Sitz“ oder allgemeiner übersetzt „Körperhaltung“.

## Vorbemerkung
Innerhalb der verschiedenen Yogastile wird Trikonasana zum Teil unterschiedlich ausgeführt. Diese Unterschiede zeigen sich bereits in der jeweils am Anfang gewählten Fuß-/Beinstellung, was nachfolgend einen Einfluss auf die Spannungsverteilung im Körper ausübt und schließlich ein jeweils unterschiedliches Erleben in der Asana hervorruft. Daher empfiehlt es sich, die körperliche Ausführung nach dem Kriterium der Fuß- und Beinstellung zu differenzieren.
Alle Yogatraditionen stimmen überein, das Dreieck stets nach beiden Seiten auszuführen. Im Folgenden ist immer nur die Bewegung zur linken Seite beschrieben.
Nach Swami Sivananda beschließt Trikonasana die Rishikesh-Reihe. André Van Lysebeth hat die Asana hingegen nicht in die Übungsabfolge, die er als Rishikesh-Reihe bezeichnet, aufgenommen.
In der Hathapradipika und der Gherandasamhita findet das Dreieck keine Erwähnung.

## Körperliche Ausführung

### Position der Füße/Beine leicht gespreizt nach außen

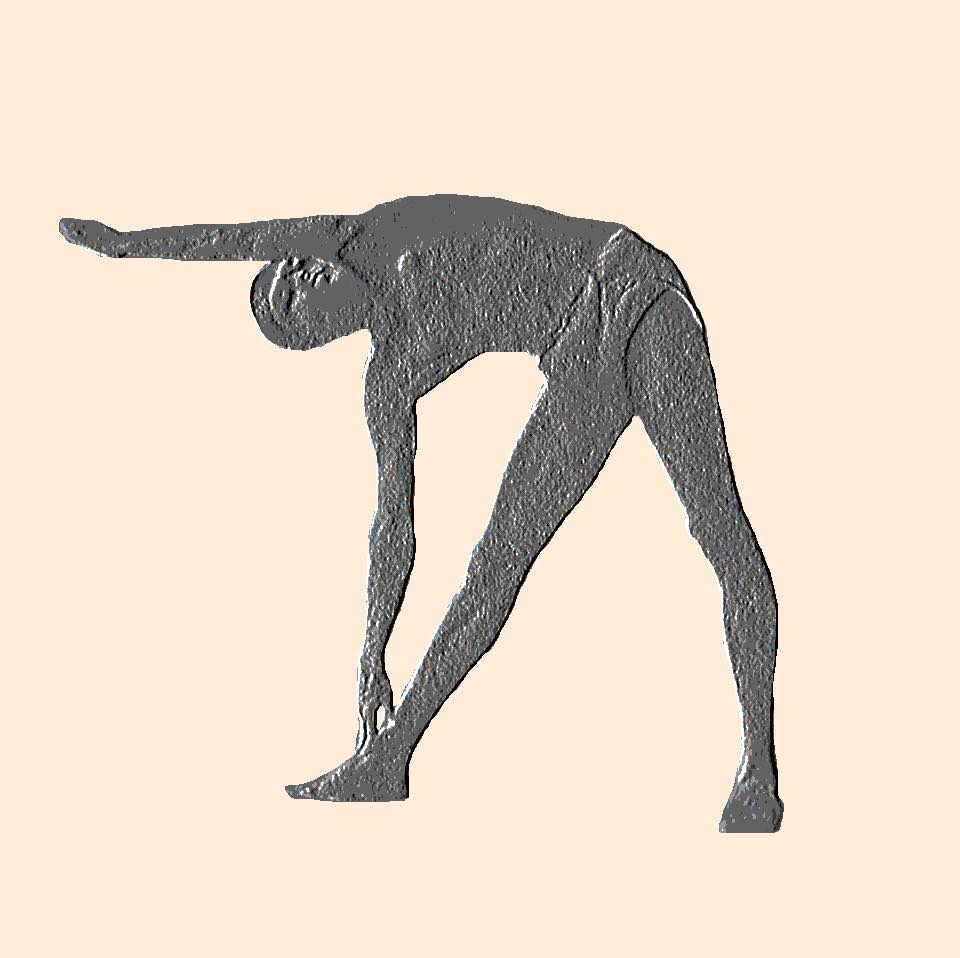
Trikonasana, ausgeführt zur rechten Seite nach der Anleitung von Swami Sivananda

Swami Sivananda leitet die Asana folgendermaßen an: „Man stellt sich aufrecht hin und spreizt die Beine 60–90 cm weit auseinander. Dann erhebt man die ausgestreckten Arme seitwärts bis in Schulterhöhe, die flachen Hände parallel zum Fußboden, die Innenseite der Hände nach unten. Langsam in den Hüften links seitwärts beugen, bis die linke Hand die Zehen berührt.“ Auf einem beigefügten Foto, einige Seiten weiter in seinem Buch, wird deutlich, dass der rechte Arm nach links in die Waagerechte geführt wird. Die Handfläche zeigt nach unten.
Swami Vishnudevananda beschreibt die Ausführung des Dreiecks mit nahezu identischem Wortlaut.
Das Sivananda Yoga Vedanta Zentrum empfiehlt, eine leichte Spreizung der Füße nach außen (nicht parallel zueinander positionieren) sowie bei der Beugung nach links eine leichte Beugung des Beckens nach vorne vorzunehmen. Die linke Hand gleitet am linken Bein hinunter bis zum „tiefsten Punkt, den Sie erreichen können“.

### Der linke Fuß wird um 90° nach links gedreht

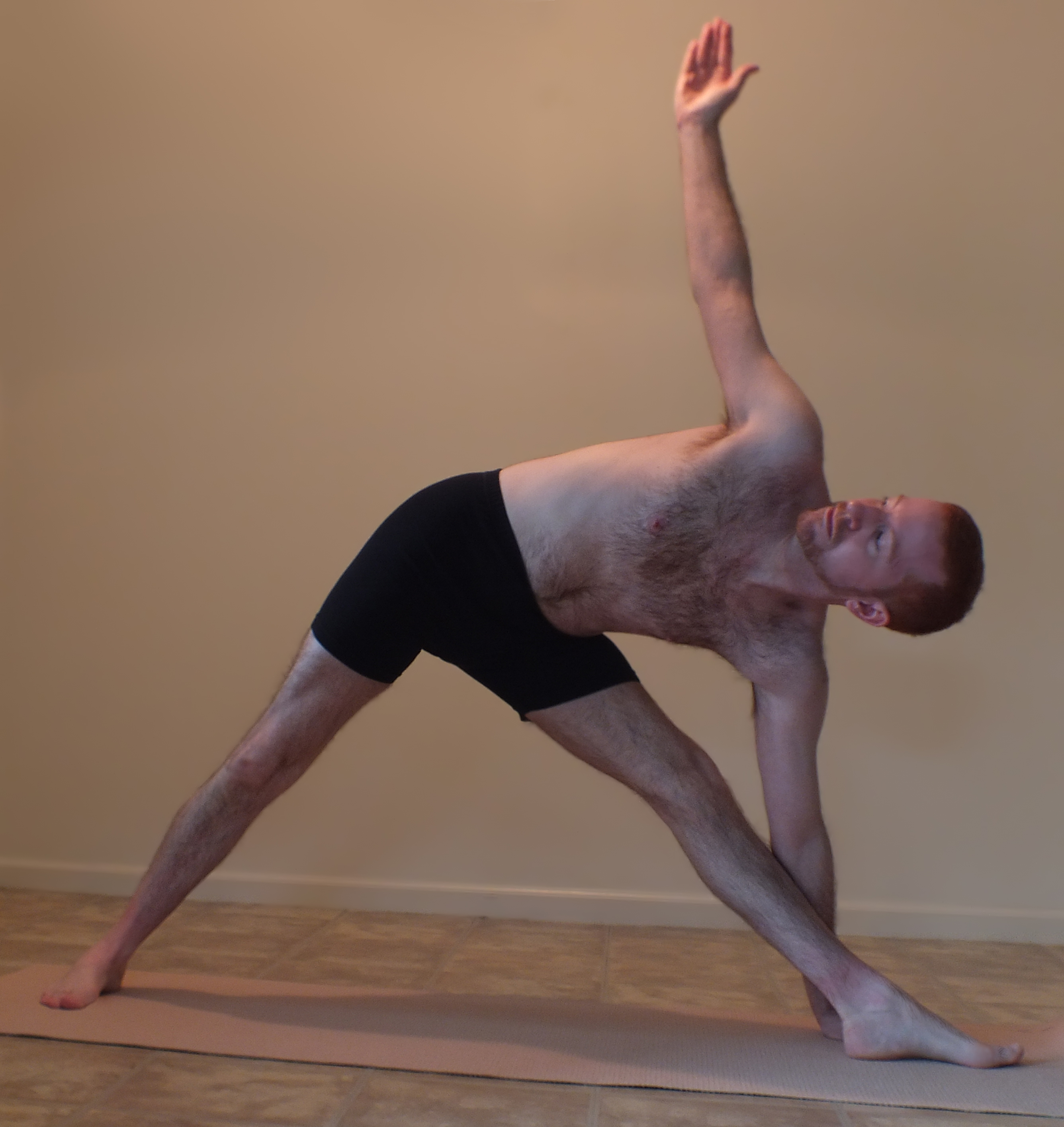
Trikonasana, ausgeführt zur linken Seite nach der Anleitung von B. K. S. Iyengar

B. K. S. Iyengar beginnt die Übung mit einem weiten Dreiecksstand und dreht dann den linken Fuß um 90°, den rechten Fuß leicht nach links. Nun wird der Rumpf seitlich nach links gebeugt und aktiv gestreckt. Die linke Hand sucht die Nähe zum linken Fußknöchel oder berührt den Boden. Der rechte Arm wird nach oben gestreckt. Der Blick geht zum Daumen der ausgestreckten rechten Hand. B. K. S. Iyengar nennt diese Stellung Utthita-Trikonasana, utthita bedeutet „ausgebreitet, ausgestreckt“.
Auch im Ashtanga Vinyasa Yoga trägt das Dreieck den erweiterten Namen Utthita-Trikonasana. Die Fußstellung wird ähnlich wie bei B. K. S. Iyengar eingenommen, auch der folgende Bewegungsablauf. Ein Finger der linken Hand umschließt den großen Zehen des linken Fußes.
Im Bikram-Yoga, der die Stellung „Trikanasana“ nennt, wird aus dem Dreiecksstand der linke Fuß um 90° nach links gedreht. Der Ausführende beugt dann das linke Knie, bis der Oberschenkel parallel zum Boden ist. Die Arme bleiben zunächst seitlich gestreckt. Dann wird der Oberkörper nach links gebeugt, bis die Fingerspitzen den Boden berühren. Der rechte Arm zeigt zur Decke und bildet mit dem linken Arm eine vertikale Linie.

## Gesundheitliche Aspekte
B. K. S. Iyengar sagt, dass die Dreiecksstellung die Beinmuskeln stärkt sowie Steifheit der Beine und der Hüften entfernt. „Sie heilt Rückenschmerzen und Halsverrenkungen, stärkt die Fußknöchel und entwickelt die Brust.“
Swami Sivananda erwähnt, dass diese Asana „die Rückennerven und die Unterleibsorgane“ stärkt sowie „die peristaltische Bewegung des Darms“ erhöht und den Appetit anregt.
Nach Erling Petersons Erkenntnissen wirkt sich die Praxis des Dreiecks positiv auf die Atmung aus: „Die Muskeln werden zusammengezogen, gedreht und entspannt; das hilft der Atmung […].“